# Karangmangu (Tarub)
Karangmangu is een bestuurslaag in het regentschap Tegal van de provincie Midden-Java, Indonesië. Karangmangu telt 3837 inwoners (volkstelling 2010).